# 防坦克壕

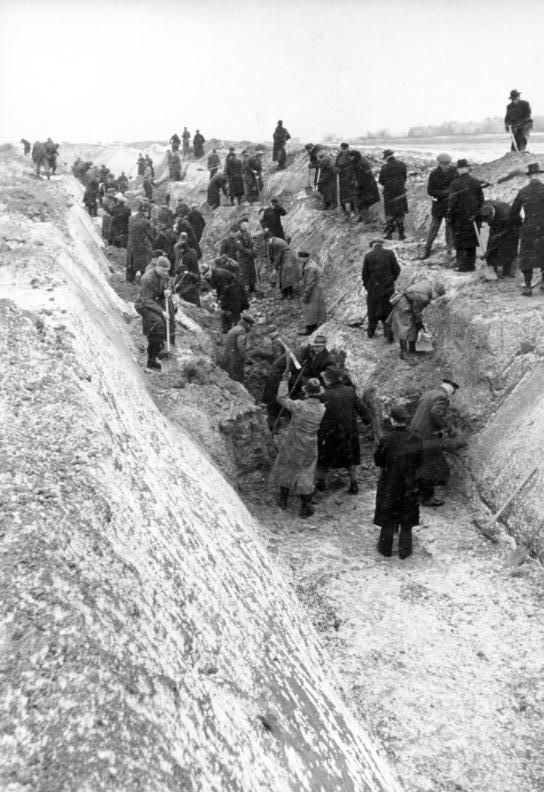
柏林战役期间，人民冲锋队在柏林郊区挖掘防坦克壕（照片攝於1945年2月）

防坦克壕又稱反坦克壕、反坦克壕沟、反坦克塹壕，是在戰爭時一方為阻挡對方的坦克推進，在防御工事及其周围挖掘的壕沟。  德国在第一次世界大战中首次使用反坦克壕沟，以保护他们的陣地免受英国坦克的攻击。防坦克壕必须足够宽和足够深，這樣才有可能阻止坦克穿越。。